# Подлесный (Верхнехавский район)
Подлесный — посёлок в Верхнехавском районе Воронежской области. Входит в состав Углянского сельского поселения.

## География
Площадь — 189,04 га; расстояние до центра Углянского сельского поселения — села Углянец — 3 км.

### Улицы
| - ул. 1 Мая, - ул. 8 Марта, - ул. Березовая, - ул. В. Терешковой, - ул. Ватутина, - ул. Голомазова, - ул. Дубовая, - ул. Железнодорожная, - ул. Зелёная, - ул. К. Маркса, | - ул. Куцыгина, - ул. Ленина, - ул. Линейная, - ул. Минская, - ул. Мира, - ул. Октябрьская, - ул. Песчаная, - ул. Полевая, - ул. Ракитинская, - ул. Советская, | - ул. Сосновая, - ул. Спортивная, - ул. Степная, - ул. Тенистая, - ул. Ф. Энгельса, - ул. Фруктовая, - ул. Цветочная, - ул. Школьная. |

## Население
| 2000 | 2005  | 2010  |
| ---- | ----- | ----- |
| 2594 | ↘2250 | ↗2460 |